# Fylke

Norwegische Fylker

Ein Fylke (Bokmål fylke, Plural fylker; Nynorsk fylke, Plural fylke) ist eine norwegische Verwaltungseinheit, die im Deutschen auch als Provinz bezeichnet wird. Die Fylker stellen die mittlere von drei Ebenen der Verwaltungsgliederung Norwegens dar. Die nächstkleinere und damit unterste Selbstverwaltungseinheit bilden die Kommunen. Bis 1919 hießen die Fylker der dänisch-norwegischen Tradition folgend amt (Plural amter). Während mit Fylke die geografische Einheit bezeichnet wird, wird die dazugehörige politische Verwaltungseinheit Fylkeskommune genannt.
Das norwegische Hauptland unterteilt sich seit dem 1. Januar 2024 in 15 Fylker. Spitzbergen und Jan Mayen gehören zwar zum Königreich Norwegen, sind aber keinem Fylke zugeordnet. Die Provinzen gruppieren sich traditionell in fünf Landesteile (landsdeler), als statistische Regionalplanungseinheiten in sieben Elemente der NUTS-2-Ebene, siehe NUTS:NO.

## Wortherkunft
Das Wort Fylke ist eine in der Neuzeit stattgefundene Wiederaufnahme des altnordischen fylki ‚Schar, Volksteil als Landeseinteilung‘, ursprünglich ‚der Stamm als Kriegsschar‘. Hierzu gehören auch altnordisch fylkja ‚in Heeresordnung aufstellen‘ und fylking ‚Schlachtordnung‘, und verwandt ist altenglisch gefylce ‚Schar, Regiment‘. Fylki ist eine Ableitung von altnordisch folk ‚Volk‘.

## Aufgaben und Organisation
Zu den wichtigsten Aufgaben einer Fylkeskommune zählen Bau und Instandhaltung von Provinzstraßen (fylkesveier, fylkesvegar), Planung und Finanzierung des öffentlichen Nahverkehrs, weiterführende Schulen und Hochschulen, das öffentliche Gesundheitswesen, Denkmalschutz, kulturelle Angebote, regionale Entwicklung sowie Grundstücksverwaltung und -verwertung.
Seit 1975 wird in jeder Fylkeskommune ein Parlament, das Fylkesting, gewählt. In Oslo übernimmt das Kommunalparlament (Bystyre) zugleich die Aufgaben des Fylkesting. Die Fylkestingswahlen finden alle vier Jahre statt und sind an die Kommunalwahlen gekoppelt.
Die politischen Organe im Fylke entsprechen denen der Gemeinden:
| Fylke                                               | deutsch                                    | Oslo     | deutsch            | Kommune                           | deutsch                                       |
| --------------------------------------------------- | ------------------------------------------ | -------- | ------------------ | --------------------------------- | --------------------------------------------- |
| Fylkesting                                          | „Bezirkstag; Provinzialversammlung“        | Bystyre  | „Stadtversammlung“ | Kommunestyre, Bystyre             | „Gemeindevertretung; Kommunalversammlung“     |
| Fylkesutvalg (Proporz) Fylkesråd (Mehrheitsprinzip) | „Bezirksausschuss, -vorstand“ „Bezirksrat“ | – Byråd  | – „Stadtrat“       | Formannskap Byråd oder Kommuneråd | „Hauptausschuss; Gemeindevorstand“ „Stadtrat“ |
| Fylkesordfører                                      | „Bezirksvorsteher“                         | Ordfører | Bürgermeister      | Ordfører                          | Bürgermeister                                 |
| Statsforvalter                                      | „Staatsverwalter“                          | s. links | s. links           | –                                 | –                                             |
| Fylkesrådmann                                       | Verwaltungschef                            | –        | –                  | Kommunedirektør                   | Verwaltungschef                               |

In einigen Provinzen erfolgt die Verteilung der Stadtratsposten (Dezernate) nach parlamentarischem Mehrheitsprinzip, in anderen nach Proporz.
Seit 1977 können im gesetzlichen Rahmen Provinzialsteuern erhoben werden.
Jedes Fylke dient gleichzeitig als Regierungsbezirk für zentralstaatliche Verwaltungs- und Dienstleistungsaufgaben. An der Spitze dieser Verwaltung steht der Statsforvalter ‚Staatsverwalter‘. Er wird von der norwegischen Regierung ernannt. Bis Ende 2020 lautete sein Titel Fylkesmann, davor bis 1919 Amtmann (norw.).

## Rahmendaten der Fylker
| Nr. | Wappen und Name                 | Verwaltungssitz          | Einwohner (1. Januar 2025) | Fläche (km²) | Anzahl Gemeinden | war bis 31. Dezember 2023 Teil von | Standardsprache | Karte |
| --- | ------------------------------- | ------------------------ | -------------------------- | ------------ | ---------------- | ---------------------------------- | --------------- | ----- |
| 03  | Oslo                            | Oslo                     | 724.290                    | 454,12       | 01               | unverändert                        | neutral         |       |
| 11  | Rogaland                        | Stavanger                | 504.496                    | 9.376,84     | 23               | unverändert                        | neutral         |       |
| 15  | Møre og Romsdal                 | Molde                    | 272.413                    | 14.355,63    | 27               | unverändert                        | Nynorsk         |       |
| 18  | Nordland (Nordlánnda)           | Bodø                     | 243.582                    | 38.154,85    | 41               | unverändert                        | neutral         |       |
| 31  | Østfold                         | Sarpsborg                | 314.407                    | 4.004,21     | 12               | Viken                              | neutral         |       |
| 32  | Akershus                        | Oslo                     | 740.680                    | 5.894,47     | 21               | Viken                              | neutral         |       |
| 33  | Buskerud                        | Drammen                  | 271.248                    | 14.694,05    | 18               | Viken                              | neutral         |       |
| 34  | Innlandet                       | Hamar und Lillehammer    | 377.556                    | 52.072,09    | 46               | unverändert                        | neutral         |       |
| 39  | Vestfold                        | Tønsberg                 | 258.071                    | 2.167,65     | 6                | Vestfold og Telemark               | Bokmål          |       |
| 40  | Telemark                        | Skien                    | 177.863                    | 15.298,18    | 17               | Vestfold og Telemark               | neutral         |       |
| 42  | Agder                           | Kristiansand und Arendal | 322.188                    | 16.433,61    | 25               | unverändert                        | neutral         |       |
| 46  | Vestland                        | Bergen und Hermansverk   | 655.210                    | 33.870,59    | 43               | unverändert                        | Nynorsk         |       |
| 50  | Trøndelag (Trööndelage)         | Steinkjer                | 486.815                    | 42.201,75    | 38               | unverändert                        | neutral         |       |
| 55  | Troms (Romsa, Tromssa)          | Tromsø                   | 170.479                    | 26.189,38    | 21               | Troms og Finnmark                  | neutral         |       |
| 56  | Finnmark (Finnmárku, Finmarkku) | Vadsø                    | 75.042                     | 48.637,45    | 18               | Troms og Finnmark                  | neutral         |       |

## Geschichte
Die Fylke sind eine Fortführung der Ämter, in die das dänische Reich 1662 eingeteilt wurde (siehe Amt (Dänemark)), und die den älteren Burgprovinzen 
(Len) nachfolgten. Die Ämter änderten öfter ihren Zuschnitt, das System blieb aber auch unter der Union mit Schweden nach 1815 und in der Zeit der Unabhängigkeit unverändert. Der wichtigste Einschnitt war eine Reihe von Umbenennungen, die 1919 in Kraft traten. Die Bezeichnung Amt wurde im Rahmen der damals aktuellen nationalen Rückbesinnung auf alles Altnorwegische in Fylke geändert; dementsprechend wurde aus dem Amtmann der Fylkesmann (seit 2021 Statsforvalter). Auch die Provinzen selbst erhielten größtenteils neue Namen:
- Bratsberg → Telemark
- Jarlsberg og Larvik → Vestfold
- Kristians amt → Oppland
- Lister og Mandal → Vest-Agder
- Nedenes → Aust-Agder
- Nordre Bergenhus → Sogn og Fjordane
- Nordre Trondhjem → Nord-Trøndelag
- Romsdal → Møre (seit 1935 Møre og Romsdal)
- Smaalenene → Østfold
- Søndre Bergenhus → Hordaland
- Søndre Trondhjem → Sør-Trøndelag
- Stavanger → Rogaland

### Gebietsreformen 2020 und teilweise Rücknahme 2024
Das Fylke Bergen wurde 1972 aufgelöst und ging im Fylke Hordaland auf. Das Fylke Trøndelag wurde zum 1. Januar 2018 aus den ehemaligen Fylkern Nord-Trøndelag und Sør-Trøndelag gebildet. Am 8. Juni 2017 beschloss das Storting auf Vorschlag der Regierung folgende Fusionen zum 1. Januar 2020:
- Hordaland und Sogn og Fjordane (ohne Hornindal) zum Fylke Vestland
- Aust-Agder und Vest-Agder zum Fylke Agder
- Vestfold (ohne Svelvik) und Telemark zum Fylke Vestfold og Telemark
- Oppland (ohne Jevnaker und Lunner) und Hedmark zum Fylke Innlandet
- Buskerud, Akershus und Østfold sowie Jevnaker, Lunner und Svelvik zum Fylke Viken
- Troms und Finnmark sowie die Kommune Tjeldsund zum Fylke Troms og Finnmark

Nach anhaltendem Widerstand gegen die Zusammenlegung in einigen Fylkern beschloss das Nationalparlament Storting im Juni 2022 die Auflösung von Troms og Finnmark, Vestfold og Telemark sowie Viken. Als Auflösungszeitpunkt wurde der 1. Januar 2024 bestimmt.

#### Fylker vor 2024
| ISO 3166-2 | Wappen und Name                                              | Verwaltungssitz          | Einwohner (1. Januar 2023) | Fläche (km²) | Anzahl Gemeinden | Standardsprache | Karte |
| ---------- | ------------------------------------------------------------ | ------------------------ | -------------------------- | ------------ | ---------------- | --------------- | ----- |
| NO-03      | Oslo                                                         | Oslo                     | 709.037                    | 454,12       | 01               | neutral         |       |
| NO-11      | Rogaland                                                     | Stavanger                | 492.350                    | 9377,10      | 23               | neutral         |       |
| NO-15      | Møre og Romsdal                                              | Molde                    | 268.365                    | 14.355,62    | 26               | Nynorsk         |       |
| NO-18      | Nordland (Nordlánnda)                                        | Bodø                     | 241.084                    | 38.154,62    | 41               | neutral         |       |
| NO-30      | Viken                                                        | Oslo, Drammen, Sarpsborg | 1.292.241                  | 24.592,59    | 51               | neutral         |       |
| NO-34      | Innlandet                                                    | Hamar und Lillehammer    | 373.628                    | 52.072,44    | 46               | neutral         |       |
| NO-38      | Vestfold og Telemark                                         | Skien und Tønsberg       | 429.101                    | 17.465,92    | 23               | neutral         |       |
| NO-42      | Agder                                                        | Kristiansand und Arendal | 316.051                    | 16.434,12    | 25               | neutral         |       |
| NO-46      | Vestland                                                     | Bergen und Hermansverk   | 646.205                    | 33.870,99    | 43               | Nynorsk         |       |
| NO-50      | Trøndelag (Trööndelage)                                      | Steinkjer                | 478.470                    | 42.201,59    | 38               | neutral         |       |
| NO-54      | Troms og Finnmark (Romsa ja Finnmárku, Tromssa ja Finmarkku) | Tromsø und Vadsø         | 242.452                    | 74.829,68    | 39               | neutral         |       |

#### Fylker vor 2020
| ISO 3166-2 | Fylke            | Hauptort     | Einwohner (1. Januar 2019) | Fläche (km²) | Anzahl Gemeinden | seit 2020 Teil von   | Karte                               |
| ---------- | ---------------- | ------------ | -------------------------- | ------------ | ---------------- | -------------------- | ----------------------------------- |
| NO-01      | Østfold          | Sarpsborg    | 297.520                    | 4.182        | 18               | Viken                | Verwaltungsgliederung 2018 bis 2019 |
| NO-02      | Akershus         | Oslo         | 624.055                    | 4.918        | 22               | Viken                | Verwaltungsgliederung 2018 bis 2019 |
| NO-03      | Oslo             | Oslo         | 681.071                    | 454          | 1                | unverändert          | Verwaltungsgliederung 2018 bis 2019 |
| NO-04      | Hedmark          | Hamar        | 197.406                    | 27.398       | 22               | Innlandet            | Verwaltungsgliederung 2018 bis 2019 |
| NO-05      | Oppland          | Lillehammer  | 189.545                    | 25.190       | 26               | Innlandet            | Verwaltungsgliederung 2018 bis 2019 |
| NO-06      | Buskerud         | Drammen      | 283.148                    | 14.911       | 21               | Viken                | Verwaltungsgliederung 2018 bis 2019 |
| NO-07      | Vestfold         | Tønsberg     | 251.078                    | 2.224        | 14               | Vestfold og Telemark | Verwaltungsgliederung 2018 bis 2019 |
| NO-08      | Telemark         | Skien        | 173.318                    | 15.299       | 18               | Vestfold og Telemark | Verwaltungsgliederung 2018 bis 2019 |
| NO-09      | Aust-Agder       | Arendal      | 117.655                    | 9.158        | 15               | Agder                | Verwaltungsgliederung 2018 bis 2019 |
| NO-10      | Vest-Agder       | Kristiansand | 187.589                    | 7.276        | 15               | Agder                | Verwaltungsgliederung 2018 bis 2019 |
| NO-11      | Rogaland         | Stavanger    | 475.654                    | 9.376        | 26               | unverändert          | Verwaltungsgliederung 2018 bis 2019 |
| NO-12      | Hordaland        | Bergen       | 524.495                    | 15.440       | 33               | Vestland             | Verwaltungsgliederung 2018 bis 2019 |
| NO-14      | Sogn og Fjordane | Hermansverk  | 109.774                    | 18.623       | 26               | Vestland             | Verwaltungsgliederung 2018 bis 2019 |
| NO-15      | Møre og Romsdal  | Molde        | 266.544                    | 14.468       | 35               | unverändert          | Verwaltungsgliederung 2018 bis 2019 |
| NO-18      | Nordland         | Bodø         | 242.126                    | 38.460       | 44               | unverändert          | Verwaltungsgliederung 2018 bis 2019 |
| NO-19      | Troms            | Tromsø       | 167.202                    | 25.869       | 24               | Troms og Finnmark    | Verwaltungsgliederung 2018 bis 2019 |
| NO-20      | Finnmark         | Vadsø        | 75.865                     | 48.616       | 19               | Troms og Finnmark    | Verwaltungsgliederung 2018 bis 2019 |
| NO-50      | Trøndelag        | Steinkjer    | 464.060                    | 44.373       | 48               | unverändert          | Verwaltungsgliederung 2018 bis 2019 |

Verwaltungsgliederung 1972 bis 2017

Zum 1. Januar 2018 wurde das Fylke Trøndelag (NO-50) durch Zusammenschluss der ehemaligen Fylken Nord-Trøndelag und Sør-Trøndelag neu gebildet.
| ISO 3166-2 | Fylke          | Hauptort  | Einwohner (30. Juni 2017) | Fläche (km²) | Anzahl Gemeinden |
| ---------- | -------------- | --------- | ------------------------- | ------------ | ---------------- |
| NO-16      | Sør-Trøndelag  | Trondheim | 318.359                   | 18.856       | 25               |
| NO-17      | Nord-Trøndelag | Steinkjer | 137.556                   | 22.415       | 23               |

Zum 1. Januar 1972 wurde das Fylke Bergen in das Fylke Hordaland (NO-12) eingegliedert.
| ISO 3166-2 | Fylke  | Hauptort | Einwohner (31. Dezember 1971) |
| ---------- | ------ | -------- | ----------------------------- |
| NO-13      | Bergen | Bergen   | 111.925                       |

## Fylkesnummer
Jedes Fylke hat eine sogenannte Fylkesnummer, die vor allem für statistische Zwecke eingesetzt wird. Diese zweistellige Nummer macht auch die ersten beiden Stellen der Kommunennummern aus. Die Nummern wurden für die Volkszählung im Jahr 1946 eingeführt, zusätzlich gab es auch Fylkesbuchstaben, die unter anderem für KfZ-Kennzeichen verwendet wurden. 
Neben den tatsächlichen Fylker haben auch Jan Mayen (22) und Svalbard (21) Fylkesnummern.